# Коджа-
Коджа- като предствка към фамилни имена, например Коджабашева произлиза от турското koca или голям, грамаден, силен. Не е известно да се използва самостоятелно в българско фамилно име често в комбинация с мъжко собствено име (в горния пример Мано, Мане), вероятно основоположникът на рода.